# 321-й военный клинический госпиталь ВВО
321-й военный клинический госпиталь Министерства обороны Российской Федерации — госпиталь.

## История
321 военный клинический госпиталь основан 17 марта 1851 года, когда по велению Николая I был образован бригадный лазарет на 26 мест. Через год лазарет получил статус Читинского военного полугоспиталя и до начала ХХ был единственным стационарным лечебным учреждением в Чите.
В ходе боевых действий русско-японской войны оказывал помощь раненым.
Приобрёл статус окружного в 1935 году.
В 1939 году основной поток раненых в ходе боёв на Халхин-Голе поступал именно сюда. В ходе данного вооружённого конфликта в госпиталь поступило 4500 раненых.
Великая Отечественная война
В годы войны на базе отделений госпиталя были развёрнуты курсы обучения врачей и медицинского персонала. За это время госпиталь обучил более 230 врачей и 300 медсестёр, на краткосрочных курсах обучено 300 врачей, 50 средних медицинских работников, 30 рентгенологов и рентгенлаборантов.
Послевоенные годы
В 1980 году количество коек было увеличено до 1100.
Материальная база госпиталя постоянно совершенствуется, в 1980-х и в начале 2000-х годов здания госпиталя подвергались реконструкции.

## Награды
- Орден «Красной звезды» (1975) — За успехи в сохранении и восстановлении здоровья военнослужащих.